# Trichosalpingus fumatus
Trichosalpingus fumatus es una especie de coleóptero de la familia Mycteridae.

## Distribución geográfica
Habita en Tasmania (Australia).